# II. Frigyes szicíliai király
II. Frigyes (Barcelona, 1271/72. december 13. – Paternò, Szicília, 1337. június 25.), más számozás szerint III. Frigyes, szicíliai olaszul: Fidiricu III di Sicilia, katalánul: Frederic II de Sicília, spanyolul: Federico II de Aragón, olaszul: Federico d'Aragona, Szicília királya. A Barcelonai-ház szicíliai királyi ágának alapító tagja. Anyja révén II. Frigyes német-római császárnak és szicíliai királynak a dédunokája, apja révén pedig II. András magyar király dédunokája.

## Élete
Édesapja III. Péter aragón király, I. Péter néven szicíliai király, I. Jakab aragón királynak és Árpád-házi Jolán magyar királyi hercegnőnek, II. András magyar király és Courtenay Jolán konstantinápolyi latin császári hercegnő egyetlen gyermekének a legidősebb fia.
Édesanyja Hohenstaufen Konstancia szicíliai királyi hercegnő, I. (Hohenstaufen) Manfréd (1232–1266) szicíliai királynak, II. Frigyes német-római császár, valamint szicíliai király és Bianca Lancia buscai őrgrófnő házasságon kívüli kapcsolatából származó törvényesített fiának, valamint első feleségének, Beatrix savoyai grófnőnek volt az egyetlen gyermeke.
Frigyes volt a harmadszülött fiú, így kevés esélye volt trónra kerülni. Ugyanakkor annak ellenére sem lett király, hogy idősebb bátyjának, III. Alfonz aragóniai királynak törvényes utódok nélküli halála (1291) után az Aragóniai Királyságot Frigyes kisebbik bátyja, I. Jakab szicíliai király örökölte meg. Ugyanis az eddig egymástól független uralkodók által kormányzott két önálló királyság egy kézbe került. Továbbá Jakab az öccsét 1291. július 12-én csak Szicília helytartójává nevezte ki, és nem mondott le a javára a királyságról. Jakab az 1295. június 20-án megkötött anagni szerződésben ugyanakkor kötelezettséget vállalt arra, hogy lemond a szicíliai királyi címéről, a Szicíliai Királyság pedig VIII. Bonifác pápára átszáll, majd pedig az visszaszáll az Anjou-házra. Viszonzásul a szerződés értelmében a pápa Szardínia királyává fogja kinevezni Jakabot, melyre 1297. április 4-én Rómában került sor, és II. Károly nápolyi király lányát, Anjou Blankát feleségül adják Jakabhoz, ami 1295. november 1-jén történt meg. A szicíliai rendek tiltakoztak e szerződés ellen, és erre válaszul az eddigi helytartót, Frigyest 1295. december 11-én Palermóban előbb Szicília urává, majd 1296. január 15-én Cataniában már királlyá választották, és 1296. március 25-én Palermóban megkoronázták.
Frigyest, aki II. (Hohenstaufen) Frigyes (1194–1250) szicíliai király és német-római császár dédunokája volt, az akkor keringő jóslatok szerint az új II. Frigyesnek nevezték, és nem hazudtolta meg a nevét, hiszen őt is, mint annak idején dédapját, a római pápa többször is kiátkozta, és ennek ellenére is mindkettejüknek sikerült az ellenséges támadásokat visszaverniük és Szicília függetlenségét megőrizniük.
Frigyes házasságát a két vetélkedő Szicíliai Királyság – az Itália déli részén fekvő nápolyi központú és a Szicília szigetén elterülő palermói székhelyű – kiegyezése hozta meg. Két testvére már nápolyi-szicíliai királyi herceget és hercegnőt kapott házastársul a béke zálogaként: bátyja, II. Jakab (1267–1327) aragón és szicíliai király 1295. november 1-jén feleségül vette Anjou Blanka nápolyi-szicíliai hercegnőt, húga, Jolán hercegnő (1273–1302) (1280–1310) pedig 1297. március 23-án Anjou Róbert (1278–1343) nápolyi trónörököshöz ment feleségül, aki 1309-től, már az aragón-szicíliai felesége halála után szicíliai (nápolyi) király lett.
1302. augusztus 19-én a castronovói előzetes békében először ismerték el a két Szicília külön állami létét. A tárgyalások idején felmerült, hogy a szicíliai trónon 1296-ban a bátyját, II. Jakabot követő II. Frigyes Szicília helyett a már nem létező Albán Királyságot vagy a Ciprusi Királyságot kapná meg, ez utóbbinál ez esetben az uralkodó Lusignan-házat trónfosztanák, de Frigyes visszautasította ezeket az ajánlatokat. Végül megállapodtak a felek, hogy II. Frigyes élete tartamáig uralkodhat Szicília szigete felett, melyet leendő felesége, Eleonóra hozományaként igazgathat, de halála után a sziget visszaszáll az Anjou-házra, és a két Szicília egy uralkodó alatt egyesül. A végül 1302. augusztus 29-én megkötött caltabellottai békében kikötötték, hogy II. Frigyes Szicília sziget uralkodójaként a Trinacria királya címet viseli, a Szicília királya cím pedig a nápolyi központú országrészt illeti. Kikötötték még, hogy II. Frigyes leendő fiai új királyságokat kapnak majd, vagy pénzbeli kárpótlásban részesülnek Szicília öröksége helyett.
VIII. Bonifác pápa 1303. május 21-én kelt bullájában ekkor visszavonta II. Frigyes kiátkozását, és megadta a szükséges diszpenzációt a házasulandó feleknek. Ezután már nem volt akadálya, hogy Eleonóra és Frigyes 1303 májusában Messinában egybekeljen. A házasságukból kilenc gyermek, köztük négy csecsemőkort túlélt fiú is született, akik közül három megérte a felnőttkort, és túlélte az apjukat. Frigyesnek nem állt szándékában kisemmizni a fiait, bármit is ígért apósának, II. Károly nápolyi királynak, ráadásul 1309-től már Eleonóra bátyja , I. Róbert uralkodott Nápolyban. 1313-ban háború tört ki a két Szicília között, és miután II. Frigyes 1314-ben visszaverte sógora támadását, a szicíliai parlamenttel 1314. június 2-án elfogadtatta az új trónöröklési törvényt, mely szerint Frigyes és Eleonóra elsőszülött fia, Péter fogja örökölni a királyságot, mely 1314. augusztus 9-én újra a Szicíliai Királyság nevet vette fel.
1321. április 18-án II. Frigyes az elsőszülött fiát, Péter trónörököst társuralkodóvá nevezte ki, megtette királyi helytartóvá, majd másnap, 1321. április 19-én Szicília királyává koronáztatta II. Péter néven, annak ellenére, hogy XXII. János pápa kiátkozta II. Frigyest, ami alól csak utódja, XII. Benedek pápa oldozta fel 1335-ben.
II. Frigyes elsőszülött fiának, II. Péter ifjabb szicíliai királynak a feleségét úgy választotta ki, hogy az a nápolyi Anjou-házzal szemben legitimizálja a Barcelonai-ház uralmát Szicíliában. A szicíliai királyi család számára fontos volt, hogy Péter felesége egykori királynéjuknak, IV. Konrád feleségének, Bajor Erzsébetnek volt az unokája. Ennek volt köszönhető, hogy Péter ifjabb király 1322. április 23-án Cataniában feleségül vette Görzi Erzsébet karintiai hercegnőt, II. Ottó karintiai herceg és Piast Eufémia liegnitzi hercegnő leányát. Görzi Erzsébet apja, II. Ottó Bajor Erzsébet német, szicíliai és jeruzsálemi királynénak, IV. Konrád német király özvegyének volt a fia annak második házasságából II. Menyhért karintiai herceggel. Péter feleségének anyja, Piast Eufémia pedig Boldog Jolán lengyel hercegnének, IV. Béla magyar király lányának volt az anyai unokája, valamint Piast Erzsébet magyar királynénak az elsőfokú unokatestvére.
II. Frigyes és Eleonóra házassága termékenynek bizonyult, több fiú született, mely megalapozta a Barcelonai-ház szicíliai ágát a XIV. században, de végül a pestis férfi ágon kihalásra ítélte az uralkodócsaládot a 15. századra.
II. Frigyes 1337. június 25-én a Catania mellett fekvő Paternò városában halt meg, és a cataniai Szent Ágota-székesegyházban nyugszik.
II. Frigyes a végrendeletében, melyet Szicíliában és Aragóniában is másképp értelmeztek, úgy rendelkezett, hogy a Barcelonai-ház szicíliai ágának magszakadása esetén az aragóniai ággal szemben a lányutódokat illeti a trónöröklési jog. 1377-ben III. Frigyes fiú örökös nélküli halála után e végrendelet értelmében örökölhette Szicília trónját egyetlen törvényes lánya, Mária, és ezt az értelmezést tette magáévá XI. Gergely és utódja, VI. Orbán pápa, valamint a másik Szicília uralkodója, I. Johanna nápolyi királynő is Mária anyai nagyapjával, IV. Péter aragón királlyal ellentétben, így Mária a nagyapja tiltakozása ellenére is trónra léphetett, és ezt követően II. Frigyes leányági leszármazottai uralkodtak a Szicíliai Királyságban.

## Gyermekei
- Feleségétől, Anjou Eleonóra szicíliai (nápolyi) hercegnőtől (1289–1341), 9 gyermek:
  - Péter (1304–1342), II. Péter néven szicíliai király (ur: 1337–1342), felesége Görzi Erzsébet (1298–1352), II. Ottó karintiai herceg leányaként Bajor Erzsébet német, szicíliai és jeruzsálemi királynénak, IV. Konrád szicíliai, német és jeruzsálemi király özvegyének volt az unokája, 10 gyermek
  - Ruggero (1305–fiatalon)
  - Konstancia (1306–1344), 1. férje II. Henrik (1271–1324) ciprusi és jeruzsálemi király, 2. férje IV. Leó (1309–1341) örmény király, 3. férje Lusignan János (1329/30–1375) ciprusi királyi herceg, mindhárom házassága gyermektelen maradt
  - Manfréd (1307–1317) athéni herceg I. Manfréd néven
  - Izabella (Erzsébet) (1310–1349), férje II. István alsó- és felső-bajor herceg (1319–1375), IV. Lajos német-római császár fia, 4 gyermek
  - Vilmos (1312–1338) athéni herceg II. Vilmos néven , felesége Aragóniai Mária (1310–1364 előtt), II. Jakab, Xèrica (Jérica) bárója lánya, nem születtek gyermekei
  - János (1317–1348) II. János néven athéni herceg, szicília régens, felesége Cesarina (Cesarea), Pietro Lancia, Delia ura, Caltanissetta grófja lánya, 3 gyermek, többek között:
    - I. Frigyes (1340–1355), Athén hercege, nem nősült meg, gyermekei nem születtek

  - Katalin (1320–1342 után) apáca
  - Margit (1331–1377), férje II. Rudolf rajnai palotagróf, választófejedelem, (1306–1353), gyermekei nem születtek
- Ágyasától, Sormella Szibilla (1273–) úrnőtől, Siro di Solimella lányától, 5 gyermek:
  - Erzsébet (–1341), 1 férje VI. Ponç, Empúries (Ampurias) grófja (–1322), 2. férje Peralta Rajmund (–1348), Caltabellotta grófja, Filippo di Saluzzo fia, utódok
  - Alfonz Frigyes (1290 (körül)–1335/38/39), Salona, Málta és Gozo grófja, felesége Veronai Marulla, 7 gyermek
  - Eleonóra, férje Chiaramonte János, Modica grófja
  - Sancio (–1334 körül), Militello bárója, felesége Palizzi Macalda, Cammarata úrnője, 1 fiú
  - Roland (Orlando) (1296–1361), Avola bárója, felesége N. N., 3 fiú, többek között:
    - János (1330/40–1400 körül), Avola bárója, felesége Johanna, 2 gyermek, többek között:
      - Beatrix (1360 körül–1400 után), 1. férje Vilmos (1360 körül–1380 után) máltai gróf, III. Frigyes szicíliai király természetes fia, 1 leány, 2. férje Ruggiero Passaneto, nem születtek gyermekei, 3. férje Niccolò Cesareo, nem születtek gyermekei, 1 leány az 1. házasságából:
        - (1. házasságából): Johanna (1379/80–1410 után), férje Pietro di Gioeni, Ardore és Castiglione bárója, 3 gyermek